# Tour de França de 1951
L'edició del Tour de França de 1951, a diferència del que s'havia estat fent els darrers 25 anys, no sortirà de París, sinó de Metz. 12 equips en prendran part, cap dels quals arribarà amb tots els ciclistes al final de l'edició.
Wim Van Est, mallot groc del moment, es veu obligat a abandonar fruit d'una caiguda al coll d'Aubisque. Hugo Koblet agafa el lideratge a Luchon i ja no l'abandonarà fins a París, demostrant la seva superioritat respecte als altres ciclistes.
Bernardo Ruiz es converteix en el primer ciclista espanyol en guanyar dues etapes en una mateixa edició del Tour de França.
En aquesta edició els ciclistes disposen de 2 dies de descans. Es puja per primera vegada el Ventor.

## Resultats

### Classificació general
| Classificació General                 | Classificació General | Classificació General | Classificació General |
| ------------------------------------- | --------------------- | --------------------- | --------------------- |
| 1.                                    | Hugo Koblet           | Suïssa                | 142h20'14"            |
| 2.                                    | Raphaël Géminiani     | França                | à 22'00"              |
| 3.                                    | Lucien Lazaridès      | França                | à 24'16"              |
| 4.                                    | Gino Bartali          | Itàlia                | à 29'09"              |
| 5.                                    | Stan Ockers           | Bèlgica               | à 32'53"              |
| 6.                                    | Pierre Barbotin       | França                | à 36'40"              |
| 7.                                    | Fiorenzo Magni        | Itàlia                | à 39'14"              |
| 8.                                    | Gilbert Bauvin        | França                | à 45'53"              |
| 9.                                    | Bernardo Ruiz         | Espanya               | à 45'55"              |
| 10.                                   | Fausto Coppi          | Itàlia                | à 46'51"              |
| 123 participats, 66 acabaren la cursa |                       |                       |                       |

### Gran Premi de la Muntanya
| 1r | Raphaël Géminiani                          | 66 pts |
| 2n | Gino Bartali                               | 59 pts |
| 3r | Hugo Koblet · Fausto Coppi · Bernardo Ruiz | 41 pts |

### Classificació per equips
| 1r | França  | 426h 47' 36" |
| 2n | Bèlgica | +44' 37"     |
| 3r | Itàlia  | +1h 22' 13"  |

### Etapes
| Etapa | Recorregut                               | km       | Guanyador         | Líder             |
| 1a    | Metz - Reims                             | 185      | Giovanni Rossi    | Giovanni Rossi    |
| 2a    | Reims - Gant                             | 228      | Jean Diederich    | Jean Diederich    |
| 3a    | Gant - Le Tréport                        | 219      | Georges Meunier   | Jean Diederich    |
| 4a    | Le Tréport - París                       | 188      | Roger Lévêque     | Jean Diederich    |
| 5a    | París - Caen                             | 215      | Serafino Biagioni | Serafino Biagioni |
| 6a    | Caen - Rennes                            | 182      | Edouard Muller    | Roger Lévêque     |
| 7a    | La Guerche - Angers                      | 85 (CRI) | Hugo Koblet       | Roger Lévêque     |
| 8a    | Angers - Llemotges                       | 241      | André Rosseel     | Roger Lévêque     |
| 9a    | Llemotges - Clarmont d'Alvèrnia          | 236      | Raphaël Géminiani | Roger Lévêque     |
| 10a   | Clarmont d'Alvèrnia - Brive-la-Gaillarde | 216      | Bernardo Ruiz     | Roger Lévêque     |
| 11a   | Brive-la-Gaillarde - Agen                | 177      | Hugo Koblet       | Roger Lévêque     |
| 12a   | Agen - Dax                               | 233      | Wim Van Est       | Wim Van Est       |
| 13a   | Dax - Tarbes                             | 201      | Serafino Biagioni | Gilbert Bauvin    |
| 14a   | Tarbes - Luchon                          | 178      | Hugo Koblet       | Hugo Koblet       |
| 15a   | Luchon - Carcassona                      | 213      | André Rosseel     | Hugo Koblet       |
| 16a   | Carcassona - Montpeller                  | 192      | Hugo Koblet       | Hugo Koblet       |
| 17a   | Montpeller - Avinyó                      | 224      | Louison Bobet     | Hugo Koblet       |
| 18a   | Avinyó - Marsella                        | 173      | Fiorenzo Magni    | Hugo Koblet       |
| 19a   | Marsella - Gap                           | 208      | Armand Baeyens    | Hugo Koblet       |
| 20a   | Gap - Briançon                           | 165      | Fausto Coppi      | Hugo Koblet       |
| 21a   | Briançon - Aix-les-Bains                 | 201      | Bernardo Ruiz     | Hugo Koblet       |
| 22a   | Aix-les-Bains - Ginebra                  | 98 (CRI) | Hugo Koblet       | Hugo Koblet       |
| 23a   | Ginebra - Dijon                          | 197      | Germain Derijcke  | Hugo Koblet       |
| 24a   | Dijon - París                            | 354      | Adolphe Deledda   | Hugo Koblet       |